# 馬拯 (萬曆進士)
馬拯（1552年—1617年），字吉甫，號鏡石，山東濟南府武定州人，民籍，明朝政治人物。

## 生平
萬曆十年（1582年）壬午科山東鄉試第五十六名舉人，十一年（1583年）聯捷癸未科會試第二百五十九名，三甲第一百二十六名進士。吏部觀政，授河南寧陵縣知縣，丁憂。十七年復除唐山縣，二十三年官饒州府同知，二十四年丁憂。二十七年復補平阳府同知，三十年升大同府知府，三十四年（1606年）二月升山西副使，調遼東寧前道兵備副使。三十七年（1609年）四月升山西大同左衛道參政，七月留任寧前道，三十九年晉山西按察使，四十二年（1614年）正月升廣東右布政使，尋復任山西右布政使，四十三年（1615年）十二月代山西左布政使韓策入覲，四十四年（1616年）二月升貴州左布政使，患病卒官。天啟二年（1622年）贈太常寺卿。

## 家族
曾祖馬德水；祖父馬海；父馬志仁，歲貢生。母李氏。慈侍下。弟馬捷。妻邢慈靜。